# Чурень
Чурень, Чурені (рум. Ciureni) — село у повіті Селаж в Румунії. Входить до складу комуни Залха.
Село розташоване на відстані 365 км на північний захід від Бухареста, 36 км на схід від Залеу, 47 км на північ від Клуж-Напоки.

## Населення
За даними перепису населення 2002 року у селі проживали 138 осіб, з них 137 осіб (99,3%) румунів. Рідною мовою 137 осіб (99,3%) назвали румунську.